# جاريل إدي
جاريل إدي (بالإنجليزية: Jarell Eddie)‏ مواليد 30 أكتوبر 1991 في تامبا، هو لاعب كرة سلة محترف أمريكي بدأ مسيرته الاحترافية في سنة 2014 يلعب مع فريق واشنطن ويزاردز في الرابطة الوطنية لكرة السلة ويحمل الرقم 8. يبلغ طوله 6 قدم 7 بوصة (2.0 م).

## إحصائيات المسيرة

### الموسم الاعتيادي
| السنة   | الفريق         | لعب | بدأ | دقيقة | ميداني% | ثلاثية | حرة   | ارتداد | صنع | استلاب | تصدي | نقطة |
| ------- | -------------- | --- | --- | ----- | ------- | ------ | ----- | ------ | --- | ------ | ---- | ---- |
| 2015–16 | واشنطن ويزاردز | 26  | 0   | 5.7   | .308    | .319   | 1.000 | .9     | .2  | .2     | .0   | 2.4  |
| المسيرة | المسيرة        | 26  | 0   | 5.7   | .308    | .319   | 1.000 | .9     | .2  | .2     | .0   | 2.4  |

## روابط خارجية
- جاريل إدي على موقع سبورتس رفرنس (الإنجليزية)
- جاريل إدي على موقع الدوري الإسباني لكرة السلة (الإسبانية)
- جاريل إدي على موقع كرة السلة الأوروبية.كوم (الإنجليزية)
- جاريل إدي على موقع إي إس بي إن.كوم (الإنجليزية)
- جاريل إدي على موقع كلية كرة السلة في سبورتس رفرنس.كوم (الإنجليزية)
- جاريل إدي على موقع ريلجم (الإنجليزية)
- جاريل إدي على موقع بروبوليرز (الإنجليزية)
- جاريل إدي على موقع سبورتس رفرنس (الإنجليزية)
- جاريل إدي على موقع سبورتس رفرنس (الإنجليزية)